# Decius
Gaius Messius Quintus Traianus Decius (Pannonië, 190 of 201 - Dobroedzja, 1 juli 251) was een Romeins keizer van 249 tot aan zijn dood.

## Loopbaan
Decius was Legatus Augusti pro praetore van Moesia en Germania Superior (232-235) en van Hispania Tarraconensis (235-238). Nadien was hij  praefectus urbi van de stad Rome. Toen de Goten in 248 de Donaulimes overstaken, werd hij door keizer Philippus Arabs belast met het opperbevel in Moesia en Pannonië. Hij werd te Viminacium nu Kostolac (niet ver van het huidige Belgrado) door zijn soldaten tot keizer uitgeroepen  en vrijwel onmiddellijk algemeen erkend. In de Slag bij Verona (249) overwon hij zijn voorganger Philippus, die sneuvelde in de strijd.
Als keizer liet Decius grote bouwwerken uitvoeren (o.a. wegen en de thermen van Decius op de Aventijnse heuvel van Rome) en schonk hij veel aandacht aan de graanvoorziening en de financiën.

## Christenvervolgingen
De gangbare visie is dat Decius als overtuigd verdediger van oude waarden en tradities reeds bij de aanvang van zijn regering de christenen begon te vervolgen, vooral met behulp van het in de strijd geharde Balkanleger. Het was de eerste systematische, van staatswege consequent doorgevoerde christenvervolging, die deel uitmaakte van een hervormingsbeweging die de eenheid van het rijk wilde bevorderen en van de burgerbevolking conformiteit en loyaliteit eiste.
Bij keizerlijk edict werden alle ingezetenen verplicht aan de staatsgoden te offeren als bewijs van loyaliteit. Wie door een bijzondere commissie loyaal werd bevonden kreeg dan een schriftelijk attest (libellus, vandaar de term libellatici = "afvallige christenen"), waarvan enkele op Egyptische papyri zijn bewaard. Weigeraars werden gefolterd (als we Origenes mogen geloven).
Tot de slachtoffers van de vervolgingen behoorden o.a. paus Fabianus, Pionius van Smyrna, Alexander van Comana Pontica en wellicht ook Agatha van Catania. Bisschop Cyprianus van Carthago en vele anderen konden slechts door te vluchten hun leven redden.
In een andere visie was dit offeredict niet afkomstig van keizer Decius, maar van de kerk, omdat het volledig is gemodelleerd naar Mattheüs 24:23-25. Het offeredict betrof ook niet alle burgers of inwoners van het Romeinse rijk, waar geen bewijs voor bestaat, maar het droeg christenen op om 'het offer van de christen' te brengen dat inhield om de lijdensweg van Christus na te volgen en het martyrium (martelaarschap) te ondergaan waarvoor ze zich moesten blootstellen aan marteling. Bij de christelijke auteur Cyprianus is meermaals expliciet te lezen dat de hierboven genoemde libelli door christelijke priesters en martelaars werden uitgegeven aan christenen bij wijze van aflaten om de lijdensweg van Christus niet na te hoeven volgen en tevens dat de libellatici de ontvangers waren van dergelijke kerkelijke aflaten. De christenvervolging van Decius, de zogenaamde zevende vervolging, heeft waarschijnlijk weinig meer ingehouden dan dat de keizer de gruwelijke praktijken van de 'navolging van Christus' heeft verboden.

## Einde
Na een zege bij Berola veroverden de Goten de stad Philippopel (thans het Bulgaarse Plovdiv). Decius trok tegen hen ten strijde, maar sneuvelde, door zijn veldheer Gaius Vibius Trebonianus Gallus in de steek gelaten, samen met zijn zoon en medekeizer Herennius Etruscus in de Slag bij Abrittus (in de Dobroedzja). Trebonianus Gallus, stadhouder van Moesia, volgde hem op. Hij zou ook Decius' tweede zoon Hostilianus adopteren en hem tot medekeizer benoemen.
Decius werd na zijn dood vergoddelijkt. Twee borstbeelden van hem zijn met zekerheid geïdentificeerd: een in de Musei Capitolini en een in het Museo Torlonia (beide te Rome). Hij figureert als boosdoener in verschillende christelijke legenden, zoals die van Sint-Christoffel, de Zevenslapers van Efeze en van de heilige Agatha.